# Černé září v Jordánsku

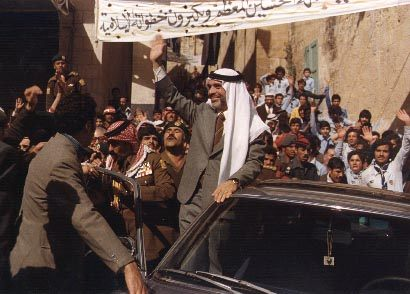
Jordánský král Husajn

Černé září (arabsky: أيلول الأسود) je v arabské historii označení pro září 1970, kdy došlo ke konfliktu mezi jordánským panovníkem králem Husajnem a palestinskými militantními organizacemi, které neustále oslabovaly královu autoritu, ozbrojeně vystupovaly proti jordánským bezpečnostním složkám a pokusily se o zabití krále a vyvolání revoluce. Násilnosti Černého září vedly ke smrti 5 až 10 tisíc lidí. Ozbrojený konflikt skončil v červenci 1971 vyhnáním Organizace pro osvobození Palestiny (OOP) a tisíců palestinských militantů do Libanonu.

## Počátky vzpoury
Počátkem roku 1970 se izraelsko-palestinský konflikt přesunul na území Jordánska. Jordánský král Husajn začal mít obavy z rostoucí moci a vlivu OOP a faktické absence jordánské autority v palestinských uprchlických táborech. Militantní organizace pak vytvořily za pomoci palestinských Arabů stát ve státě. Tento fakt podpořil pragmatická jednání a tajné schůzky mezi Izraelem a Jordánskem. V únoru téhož roku propukly nepokoje v hlavním městě Ammánu a byl spáchán neúspěšný atentát na krále. Králi Husajnovi došla trpělivost, když Lidová fronta pro osvobození Palestiny (LFOP) nechala na jednom z jordánských letišť vyhodit do povětří tři unesená letadla. 16. září 1970 tak vyhlásil v zemi stanné právo. Jordánská armáda zaútočila proti palestinskému velitelství a jordánské tanky ostřelovaly základny militantů. Během této odvety zahynulo na dva tisíce ozbrojenců z OOP a několik tisíc palestinských civilistů. Situace se vyhrotila, když do Jordánska vtrhla syrská armáda, pod záminkou ochrany uprchlíků. Vzápětí se však stáhla, když nad jejich tanky začala nízko přelétávat izraelská bojová letadla.

## Uklidnění situace a vyhnání militantů
Situace měla být uklidněna na setkání hlav arabských států v Káhiře. V důsledku komplikovaných jednání však jeden z účastníků, egyptský prezident Gamal Násir, dostal infarkt a zemřel. Konflikt v Jordánsku již velikostí připomínal občanskou válku. Nakonec byl předseda OOP Jásir Arafat donucen podepsat dokument o zrušení palestinských guerill v Jordánsku a složení zbraní militantních organizací. LFOP a Demokratická fronta pro osvobození Palestiny (DFOP) však tuto dohodu odmítly a společně s Fatahem vyzvaly prostřednictvím Rádia Bagdád ke svržení krále Husajna. Na to jordánská armáda obsadila poslední centra palestinských militantů. Většina jich pak prchla do Libanonu, zbylí se vzdali jordánské nebo izraelské armádě. Počet obětí tohoto konfliktu se odhaduje na 5–10 tisíc.
Po této události došlo k radikalizaci frakcí OOP. Izraele pokračoval v cílené likvidaci představitelů palestinského odboje. V důsledku těchto událostí také vznikla teroristická organizace Černé září, která měla na svědomí masakr izraelských olympioniků na olympiádě v Mnichově, v roce 1972.